# Seznam volebních obvodů Českého zemského sněmu
Toto je seznam volebních obvodů Českého zemského sněmu. Byly vytvořeny roku 1861 podle Únorové ústavy. Obvody se neužívaly po rozpuštění sněmu Anenskými patenty v roce 1913, definitivně pak zanikly se vznikem Československa a zrušením zemského sněmu roku 1918.

## Volební systém
Pro volby do Českého zemského sněmu se užívalo komplikovaného tzv. kuriového volebního systému s omezeným volebním právem dle volebního cenzu. Poslanci sněmu byli voleni ve čtyřech kuriích:
- 70 poslanců v kurii velkostatku, a ve dvou volebních sborech. Ke zvolení v obou sborech bylo třeba absolutní většiny hlasů. Volebním právem disponovali majitelé velkých pozemků zapsaných v zemských deskách, a to včetně právnických osob.

- 15 poslanců v kurii obchodních a živnostenských komor, a to v pěti volebních obvodech. Ke zvolení bylo třeba absolutní většiny hlasů. Volebním právem disponovali členové obchodních a živnostenských komor.

- 72 poslanců v kurii měst a průmyslových míst, a to v 59 jednomandátových , pěti dvoumandátových a jednom trojmandátovém obvodě dvoukolovým volebním systémem. Volebním právem disponovali občané, kteří odváděli alespoň 5 zlatých na přímých daních.

- 79 poslanců v kurii venkovských obcí, a to v jednomandátových obvodech dvoukolovým volebním systémem. Volebním právem disponovali občané, kteří odváděli alespoň 5 zlatých na přímých daních.

## Kurie velkostatku
Počet voličů se vztahuje k zemským volbám 1908.
| Volební sbor                       | Volební sbor            | Počet    | Počet  |
| Volební sbor                       | Volební sbor            | Poslanců | Voličů |
| ---------------------------------- | ----------------------- | -------- | ------ |
| 1.                                 | Svěřenské velkostatky   | 16       | 42     |
| 2.                                 | Nesvěřenské velkostatky | 54       | 415    |
| Celkem                             | Celkem                  | 70       | 457    |
| Zdroj: Zemská statistická kancelář |                         |          |        |

## Kurie obchodních a živnostenských komor
Počet voličů se vztahuje k zemským volbám 1908.
| Volební obvod (příslušná obchodní komora) | Volební obvod (příslušná obchodní komora) | Počet    | Počet  | Hlavní národ obvodu |
| Volební obvod (příslušná obchodní komora) | Volební obvod (příslušná obchodní komora) | Poslanců | Voličů | Hlavní národ obvodu |
| ----------------------------------------- | ----------------------------------------- | -------- | ------ | ------------------- |
| 1.                                        | Praha                                     | 4        | 48     | Český               |
| 2.                                        | Liberec                                   | 4        | 48     | Německý             |
| 3.                                        | Cheb                                      | 3        | 33     | Německý             |
| 4.                                        | Plzeň                                     | 2        | 42     | Český               |
| 5.                                        | Budějovice                                | 2        | 24     | Český               |
| Celkem                                    | Celkem                                    | 15       | 195    |                     |
| Zdroj: Zemská statistická kancelář        |                                           |          |        |                     |

## Kurie měst a průmyslových míst
Počet voličů a občanů se vztahuje k zemským volbám 1908.
| Volební obvod (příslušná města)    | Volební obvod (příslušná města)                             | Počet    | Počet   | Počet     | Oprávněno volit | Hlavní národ obvodu |
| Volební obvod (příslušná města)    | Volební obvod (příslušná města)                             | Poslanců | Voličů  | Občanů    | Oprávněno volit | Hlavní národ obvodu |
| ---------------------------------- | ----------------------------------------------------------- | -------- | ------- | --------- | --------------- | ------------------- |
| 1.                                 | Praha, Staré Město                                          | 2        | 3 154   | 37 363    | 8,4 %           | Český               |
| 2.                                 | Praha, Nové Město                                           | 2        | 7 563   | 83 233    | 9,1 %           | Český               |
| 3.                                 | Praha, Malá Strana                                          | 2        | 1 732   | 20 904    | 8,3 %           | Český               |
| 4.                                 | Praha, Hradčany–Královský Vyšehrad–Holešovice               | 2        | 3 147   | 41 594    | 7,6 %           | Český               |
| 5.                                 | Praha, Josefov–Libeň                                        | 2        | 1 524   | 29 956    | 5,1 %           | Český               |
| 6.                                 | Liberec, Christianstadt                                     | 3        | 3 971   | 31 557    | 12,6 %          | Německý             |
| 7.                                 | Plzeň                                                       | 1        | 9 745   | 65 320    | 14,9 %          | Český               |
| 8.                                 | Budějovice                                                  | 1        | 5 401   | 36 921    | 14,6 %          | Český               |
| 9.                                 | Cheb                                                        | 1        | 2 069   | 19 362    | 10,7 %          | Německý             |
| 10.                                | Kutná Hora                                                  | 1        | 1 375   | 14 002    | 9,8 %           | Český               |
| 11.                                | Česká Lípa                                                  | 1        | 1 527   | 10 571    | 14,4 %          | Německý             |
| 12.                                | Rumburk                                                     | 1        | 1 417   | 10 096    | 14,0 %          | Německý             |
| 13.                                | Písek                                                       | 1        | 1 783   | 12 625    | 14,2 %          | Český               |
| 14.                                | Karlín                                                      | 1        | 3 341   | 19 146    | 17,5 %          | Český               |
| 15.                                | Smíchov                                                     | 1        | 6 519   | 46 559    | 14,0 %          | Český               |
| 16.                                | Jílové, Kostelec nad Černými Lesy, Benešov                  | 1        | 1 266   | 11 761    | 10,8 %          | Český               |
| 17.                                | Mělník, Brandýs nad Labem, Roudnice, Mšeno                  | 1        | 2 397   | 18 975    | 12,6 %          | Český               |
| 18.                                | Příbram, Březové Hory                                       | 1        | 1 637   | 19 094    | 8,6 %           | Český               |
| 19.                                | Slaný, Louny, Rakovník, Velvary                             | 1        | 3 143   | 28 586    | 11,0 %          | Český               |
| 20.                                | Hořovice, Beroun, Radnice, Rokycany                         | 1        | 2 313   | 20 834    | 11,1 %          | Český               |
| 21.                                | Krumlov, Kaplice, Nové Hrady, Vyšší Brod                    | 1        | 1 578   | 14 210    | 11,1 %          | Německý             |
| 22.                                | Třeboň, Lišov, Týn nad Vltavou                              | 1        | 1 298   | 11 659    | 11,1 %          | Český               |
| 23.                                | Jindřichův Hradec, Nová Bystřice                            | 1        | 1 271   | 11 394    | 11,2 %          | Český               |
| 24.                                | Mladá Boleslav, Nymburk                                     | 1        | 2 369   | 20 364    | 11,6 %          | Český               |
| 25.                                | Mnichovo Hradiště, Turnov, Bělá                             | 1        | 1 634   | 13 053    | 12,5 %          | Český               |
| 26.                                | Friedland, Neustadt u Tafelfichte, Chrastava                | 1        | 1 976   | 14 639    | 13,5 %          | Německý             |
| 27.                                | Jablonec, Hodkovice, Smržovka, Černý Dub                    | 1        | 5 209   | 33 273    | 15,7 %          | Německý             |
| 28.                                | Kolín, Kouřim, Poděbrady, Sadská                            | 1        | 2 969   | 26 768    | 11,1 %          | Český               |
| 29.                                | Čáslav, Chotěboř, Golčův Jeníkov                            | 1        | 1 511   | 14 379    | 10,5 %          | Český               |
| 30.                                | Německý Brod, Polná, Humpolec                               | 1        | 1 835   | 17 390    | 10,6 %          | Český               |
| 31.                                | Chrudim, Heřmanův Městec                                    | 1        | 1 804   | 17 679    | 10,2 %          | Český               |
| 32.                                | Pardubice, Chlumec, Holice                                  | 1        | 2 574   | 25 168    | 10,2 %          | Český               |
| 33.                                | Vysoké Mýto, Skuteč, Hlinsko                                | 1        | 1 683   | 16 095    | 10,5 %          | Český               |
| 34.                                | Vysoké Litomyšl, Polička                                    | 1        | 1 684   | 13 028    | 12,9 %          | Český               |
| 35.                                | Lanškroun, Ústí nad Orlicí, Česká Třebová                   | 1        | 1 744   | 18 217    | 9,6 %           | Český               |
| 36.                                | Aš, Rossbach                                                | 1        | 2 105   | 20 615    | 10,3 %          | Německý             |
| 37.                                | Kraslice, Nýdek, Schönbach                                  | 1        | 1 869   | 20 374    | 9,2 %           | Německý             |
| 38.                                | Falknov, Vildštejn, Kynšperk, Hazlov                        | 1        | 1 603   | 16 071    | 10,0 %          | Německý             |
| 39.                                | Karlovy Vary, Jáchymov                                      | 1        | 4 268   | 21 444    | 19,9 %          | Německý             |
| 40.                                | Planá u Chebu, Tachov, Stříbro, Žandov                      | 1        | 1 983   | 14 620    | 13,6 %          | Německý             |
| 41.                                | Loket, Horní Slavkov, Schönfeld, Bečov, Sangerberg          | 1        | 1 483   | 15 634    | 9,5 %           | Německý             |
| 42.                                | Jičín, Nový Bydžov                                          | 1        | 2 188   | 16 267    | 13,5 %          | Český               |
| 43.                                | Lomnice, Nová Paka, Sobotka                                 | 1        | 1 223   | 11 790    | 10,4 %          | Český               |
| 44.                                | Vrchlabí, Lanov, Hostinné                                   | 1        | 1 524   | 14 906    | 10,2 %          | Český               |
| 45.                                | Roketnice, Jilemnice                                        | 1        | 1 036   | 10 529    | 9,8 %           | Český               |
| 46.                                | Trutnov, Broumov, Police nad Metují                         | 1        | 2 631   | 24 722    | 10,6 %          | Český               |
| 47.                                | Hradec Králové, Jaroměř, Josefov                            | 1        | 2 079   | 16 335    | 12,7 %          | Český               |
| 48.                                | Dvůr Králové, Náchod, Hořice, Nové Město nad Metují         | 1        | 3 357   | 31 665    | 10,6 %          | Český               |
| 49.                                | Rychnov nad Kněžnou, Žamberk, Kostelec nad Orlicí, Dobruška | 1        | 1 612   | 16 405    | 9,8 %           | Český               |
| 50.                                | Litoměřice, Lovosice                                        | 1        | 2 461   | 16 857    | 14,6 %          | Německý             |
| 51.                                | Teplice, Ústí nad Labem                                     | 1        | 10 253  | 59 372    | 17,3 %          | Německý             |
| 52.                                | Děčín, Podmokly, Česká Kamenice, Chřibská                   | 1        | 3 701   | 25 493    | 14,5 %          | Německý             |
| 53.                                | Cvikov, Mimoň                                               | 1        | 1 283   | 11 919    | 10,8 %          | Německý             |
| 54.                                | Hajda, Kamenický Šenov, Blottendorf, Parchen                | 1        | 1 159   | 9 814     | 11,8 %          | Německý             |
| 55.                                | Šluknov, Ehrenberg, Hanšpach                                | 1        | 1 355   | 12 772    | 10,6 %          | Německý             |
| 56.                                | Warnsdorf                                                   | 1        | 2 592   | 20 464    | 12,7 %          | Německý             |
| 57.                                | Mikulášovice, Zeidler, Krásná Lípa                          | 1        | 1 566   | 15 460    | 10,1 %          | Německý             |
| 58.                                | St. Georgswalde, Filippsdorf, Königswalde                   | 1        | 1 086   | 12 173    | 8,9 %           | Německý             |
| 59.                                | Klatovy, Domažlice                                          | 1        | 2 136   | 19 745    | 10,8 %          | Český               |
| 60.                                | Strakonice, Sušice, Vodňany                                 | 1        | 1 702   | 16 833    | 10,1 %          | Český               |
| 61.                                | Vimperk, Prachatice, Volary                                 | 1        | 1 444   | 11 815    | 12,2 %          | Německý             |
| 62.                                | Most, Bílina, Horní Litvínov                                | 1        | 3 964   | 38 571    | 10,3 %          | Německý             |
| 63.                                | Žatec, Kadaň                                                | 1        | 3 351   | 23 040    | 14,5 %          | Německý             |
| 64.                                | Chomutov, Vejprty, Přísečnice                               | 1        | 3 297   | 28 644    | 11,5 %          | Německý             |
| 65.                                | Tábor, Soběslav, Pelhřimov, Kamenice nad Lipou              | 1        | 2 549   | 21 856    | 11,7 %          | Český               |
| Celkem                             | Celkem                                                      | 72       | 169 023 | 1 441 980 | 11,7 %          |                     |
| Zdroj: Zemská statistická kancelář |                                                             |          |         |           |                 |                     |

## Kurie venkovských obcí
Počet voličů a občanů se vztahuje k zemským volbám 1908.
| Volební obvod (příslušné soudní okresy) | Volební obvod (příslušné soudní okresy)                                 | Počet    | Počet   | Počet     | Oprávněno volit | Hlavní národ obvodu |
| Volební obvod (příslušné soudní okresy) | Volební obvod (příslušné soudní okresy)                                 | Poslanců | Voličů  | Občanů    | Oprávněno volit | Hlavní národ obvodu |
| --------------------------------------- | ----------------------------------------------------------------------- | -------- | ------- | --------- | --------------- | ------------------- |
| 1.                                      | Smíchov, Zbraslav, Beroun, Kladno, Unhošť                               | 1        | 13 963  | 185 971   | 7,5 %           | Český               |
| 2.                                      | Karlín, Brandýs nad Labem, Královské Vinohrady, Žižkov, Nusle, Vršovice | 1        | 25 189  | 237 622   | 10,6 %          | Český               |
| 3.                                      | Jílové, Říčany                                                          | 1        | 3 185   | 38 873    | 8,2 %           | Český               |
| 4.                                      | Rakovník, Křivoklát, Nové Strašecí, Louny                               | 1        | 7 813   | 94 730    | 8,2 %           | Český               |
| 5.                                      | Slaný, Velvary, Libochovice                                             | 1        | 8 101   | 93 870    | 8,6 %           | Český               |
| 6.                                      | Mělník, Roudnice                                                        | 1        | 4 495   | 55 902    | 8,0 %           | Český               |
| 7.                                      | Příbram, Dobříš                                                         | 1        | 3 500   | 51 043    | 6,9 %           | Český               |
| 8.                                      | Hořovice, Zbirov                                                        | 1        | 4 476   | 58 497    | 7,7 %           | Český               |
| 9.                                      | Kostelec nad Černými Lesy, Český Brod                                   | 1        | 3 798   | 43 499    | 8,7 %           | Český               |
| 10.                                     | Budějovice, Lišov, Trhové Sviny, Hluboká, Týn nad Vltavou               | 1        | 7 391   | 78 761    | 9,4 %           | Český               |
| 11.                                     | Krumlov, Chvalšiny, Planá u Budějovic                                   | 1        | 4 507   | 51 112    | 8,8 %           | Německý             |
| 12.                                     | Kaplice, Nové Hrady, Vyšší Brod                                         | 1        | 4 689   | 47 914    | 9,8 %           | Německý             |
| 13.                                     | Jindřichův Hradec, Lomnice nad Lužnicí, Třeboň, Nová Bystřice           | 1        | 5 636   | 68 100    | 8,3 %           | Český               |
| 14.                                     | Mladá Boleslav, Mnichovo Hradiště, Bělá                                 | 1        | 5 107   | 60 219    | 8,5 %           | Český               |
| 15.                                     | Nymburk, Nové Benátky                                                   | 1        | 4 225   | 46 635    | 9,1 %           | Český               |
| 16.                                     | Liberec, Jablonec, Tanvald                                              | 1        | 10 034  | 108 480   | 9,2 %           | Německý             |
| 17.                                     | Friedland                                                               | 1        | 3 931   | 37 231    | 10,6 %          | Německý             |
| 18.                                     | Jablonné, Chrastava                                                     | 1        | 4 365   | 40 440    | 10,8 %          | Německý             |
| 19.                                     | Turnov, Český Dub                                                       | 1        | 3 797   | 38 514    | 9,9 %           | Český               |
| 20.                                     | Dubá, Štětí                                                             | 1        | 3 546   | 26 358    | 13,5 %          | Německý             |
| 21.                                     | Kutná Hora, Čáslav                                                      | 1        | 5 521   | 66 021    | 8,4 %           | Český               |
| 22.                                     | Ledeč, Dolní Kralovice                                                  | 1        | 4 520   | 48 921    | 9,2 %           | Český               |
| 23.                                     | Německý Brod, Humpolec, Polná, Přibyslav, Štoky                         | 1        | 6 355   | 74 381    | 8,5 %           | Český               |
| 24.                                     | Chotěboř, Habry                                                         | 1        | 3 306   | 39 152    | 8,4 %           | Český               |
| 25.                                     | Kolín, Kouřim, Uhlířské Janovice                                        | 1        | 5 572   | 75 250    | 7,4 %           | Český               |
| 26.                                     | Poděbrady, Městec Králové                                               | 1        | 4 308   | 39 575    | 10,9 %          | Český               |
| 27.                                     | Chrudim, Nasavrky                                                       | 1        | 3 790   | 51 890    | 7,3 %           | Český               |
| 28.                                     | Vysoké Mýto, Skuč, Hlinsko                                              | 1        | 6 480   | 67 443    | 9,6 %           | Český               |
| 29.                                     | Litomyšl, Polička                                                       | 1        | 6 618   | 72 034    | 9,2 %           | Český               |
| 30.                                     | Lanškroun, Králíky, Rokytnice                                           | 1        | 5 207   | 55 312    | 9,4 %           | Německý             |
| 31.                                     | Pardubice, Holice, Přelouč                                              | 1        | 6 575   | 69 595    | 9,4 %           | Český               |
| 32.                                     | Cheb, Vildštein, Aš                                                     | 1        | 3 640   | 44 387    | 8,2 %           | Německý             |
| 33.                                     | Falknov nad Ohří, Kynžvart                                              | 1        | 4 108   | 48 313    | 8,5 %           | Německý             |
| 34.                                     | Planá u Chebu, Mariánské Lázně, Teplá, Bezdružice                       | 1        | 5 874   | 51 156    | 11,5 %          | Německý             |
| 35.                                     | Tachov, Přimda                                                          | 1        | 3 401   | 36 219    | 9,4 %           | Německý             |
| 36.                                     | Karlovy Vary, Loket, Bečov                                              | 1        | 7 727   | 94 609    | 8,2 %           | Německý             |
| 37.                                     | Žlutice, Bochov, Manětín                                                | 1        | 4 999   | 44 211    | 11,3 %          | Německý             |
| 38.                                     | Kraslice, Nýdek                                                         | 1        | 2 493   | 37 570    | 6,6 %           | Německý             |
| 39.                                     | Jáchymov, Blatno                                                        | 1        | 1 656   | 21 676    | 7,6 %           | Německý             |
| 40.                                     | Jičín, Lomnice nad Popelkou, Sobotka, Libáň                             | 1        | 7 124   | 71 384    | 10,0 %          | Český               |
| 41.                                     | Trutnov, Hostinné, Maršov, Žacléř                                       | 1        | 6 038   | 67 654    | 8,9 %           | Německý             |
| 42.                                     | Hořice, Nová Paka                                                       | 1        | 5 172   | 48 499    | 10,7 %          | Český               |
| 43.                                     | Vrchlabí, Roketnice, Jilemnice, Vysoké                                  | 1        | 4 144   | 52 470    | 7,9 %           | Český               |
| 44.                                     | Nový Bydžov, Chlumec nad Cidlinou                                       | 1        | 4 750   | 44 708    | 10,6 %          | Český               |
| 45.                                     | Semily, Železný Brod                                                    | 1        | 3 052   | 40 491    | 7,5 %           | Český               |
| 46.                                     | Hradec Králové, Nechanice                                               | 1        | 4 968   | 57 733    | 8,6 %           | Český               |
| 47.                                     | Dvůr Králové, Jaroměř                                                   | 1        | 4 520   | 40 699    | 11,1 %          | Český               |
| 48.                                     | Broumov, Police nad Metují, Teplice                                     | 1        | 3 755   | 44 098    | 8,5 %           | Německý             |
| 49.                                     | Rychnov nad Kněžnou, Kostelec nad Orlicí                                | 1        | 3 771   | 40 932    | 9,2 %           | Český               |
| 50.                                     | Žamberk, Ústí nad Orlicí                                                | 1        | 4 143   | 46 884    | 8,8 %           | Český               |
| 51.                                     | Nové Město nad Metují, Náchod, Úpice, Česká Skalice, Opočno             | 1        | 8 720   | 100 245   | 8,7 %           | Český               |
| 52.                                     | Litoměřice, Lovosice, Ouštěk                                            | 1        | 7 868   | 63 388    | 12,4 %          | Německý             |
| 53.                                     | Česká Lípa, Mimoň, Hajda, Cvikov                                        | 1        | 6 681   | 59 753    | 11,2 %          | Německý             |
| 54.                                     | Děčín, Benešov, Česká Kamenice                                          | 1        | 7 203   | 75 935    | 9,7 %           | Německý             |
| 55.                                     | Ústí nad Labem, Chabařovice                                             | 1        | 7 015   | 63 077    | 11,1 %          | Německý             |
| 56.                                     | Šluknov, Hanšpach                                                       | 1        | 1 562   | 17 545    | 8,9 %           | Německý             |
| 57.                                     | Rumburk, Varnsdorf                                                      | 1        | 2 375   | 26 102    | 9,1 %           | Německý             |
| 58.                                     | Teplice, Duchcov, Bílina                                                | 1        | 11 930  | 130 685   | 9,1 %           | Německý             |
| 59.                                     | Stříbro, Touškov, Stod, Dobřany                                         | 1        | 5 477   | 62 922    | 8,7 %           | Německý             |
| 60.                                     | Rokycany, Blovice                                                       | 1        | 4 166   | 47 650    | 8,7 %           | Český               |
| 61.                                     | Plzeň, Kralovice                                                        | 1        | 5 755   | 62 734    | 9,2 %           | Český               |
| 62.                                     | Klatovy, Plánice                                                        | 1        | 4 308   | 46 236    | 9,3 %           | Český               |
| 63.                                     | Přeštice, Nepomuky                                                      | 1        | 4 057   | 43 268    | 9,4 %           | Český               |
| 64.                                     | Horšův Týn, Hostouň, Ronšperk                                           | 1        | 4 347   | 46 348    | 9,4 %           | Německý             |
| 65.                                     | Domažlice, Nová Kdyně                                                   | 1        | 3 621   | 38 963    | 9,3 %           | Český               |
| 66.                                     | Písek, Vodňany                                                          | 1        | 3 473   | 41 108    | 8,4 %           | Český               |
| 67.                                     | Strakonice, Volyně                                                      | 1        | 4 491   | 47 924    | 9,4 %           | Český               |
| 68.                                     | Březnice, Blatná, Mirovice                                              | 1        | 6 174   | 67 520    | 9,1 %           | Český               |
| 69.                                     | Prachatice, Netolice, Volary                                            | 1        | 3 400   | 36 438    | 9,3 %           | Český               |
| 70.                                     | Sušice, Horažďovice                                                     | 1        | 3 553   | 40 248    | 8,8 %           | Český               |
| 71.                                     | Kašperské Hory, Nýrsko, Hartmanice, Vimperk                             | 1        | 4 785   | 68 312    | 7,0 %           | Německý             |
| 72.                                     | Žatec, Postoloprty, Chomutov, Bastianperk, Podpořany, Jesenice          | 1        | 9 581   | 101 861   | 9,4 %           | Německý             |
| 73.                                     | Kadaň, Přísečnice, Vejprty, Doupov                                      | 1        | 4 562   | 49 069    | 9,3 %           | Německý             |
| 74.                                     | Most, Hora Svaté Kateřiny, Jirkov, Horní Litvínov                       | 1        | 6 192   | 78 058    | 7,9 %           | Německý             |
| 75.                                     | Tábor, Mladá Vožice, Soběslav, Veselí                                   | 1        | 7 748   | 79 486    | 9,7 %           | Český               |
| 76.                                     | Milevsko, Sedlec, Bechyně                                               | 1        | 4 930   | 50 665    | 9,7 %           | Český               |
| 77.                                     | Pelhřimov, Pacov, Kamenice nad Lipou, Počátky                           | 1        | 7 536   | 79 481    | 9,5 %           | Český               |
| 78.                                     | Benešov, Neveklov, Vlašim                                               | 1        | 5 965   | 62 378    | 9,6 %           | Český               |
| 79.                                     | Votice, Sedlčany                                                        | 1        | 4 275   | 44 087    | 9,7 %           | Český               |
| Celkem                                  | Celkem                                                                  | 79       | 437 085 | 4 788 504 | 9,1 %           |                     |
| Zdroj: Zemská statistická kancelář      |                                                                         |          |         |           |                 |                     |

## Zrušené volební obvody
Některé národnostně smíšené volební obvody byly v průběhu existence sněmu rozděleny.

### Kurie venkovských obcí
| Volební obvod (příslušné soudní okresy)    | Poslanců | Zanikl | Nahrazen obvody                                                     |
| ------------------------------------------ | -------- | ------ | ------------------------------------------------------------------- |
| Vimperk, Volyně                            | 1        | 1874   | • Kašperské Hory, Nýrsko, Hartmanice, Vimperk • Strakonice, Volyně  |
| Sušice, Kašperské Hory, Nýrsko, Hartmanice | 1        | 1874   | • Sušice, Horažďovice • Kašperské Hory, Nýrsko, Hartmanice, Vimperk |
| Strakonice, Horažďovice                    | 1        | 1874   | • Strakonice, Volyně • Sušice, Horažďovice                          |
| Lanškroun, Ústí nad Orlicí                 | 1        | 1877   | • Lanškroun, Králíky, Rokytnice • Žamberk, Ústí nad Orlicí          |
| Žamberk, Králíky, Rokytnice                | 1        | 1877   | • Žamberk, Ústí nad Orlicí • Lanškroun, Králíky, Rokytnice          |
| Plzeň, Touškov, Stříbro, Stod              | 1        | 1877   | • Plzeň, Kralovice • Stříbro, Touškov, Stod, Dobřany                |